# Milton Ribeiro (ator)
Milton Ribeiro (Passos, 21 de agosto de 1921 — São Paulo, 16 de março de 1972) foi um ator brasileiro.
Tornou-se conhecido por suas interpretações de homem mau do cinema brasileiro, principalmente nos filmes que representam o ciclo dedicado ao cangaço. Sua estreia foi em 1951 no filme Ângela, uma produção da Companhia Vera Cruz.
O sucesso chegou dois anos depois, em 1953, com O Cangaceiro, de Lima Barreto. Nesse que foi o primeiro filme brasileiro premiado no exterior, no Festival de Cannes como melhor filme de aventura, viveu o cangaceiro Galdino, inspirado em Lampião. O herói desse filme, era o gaúcho Alberto Ruschel. Os principais papéis femininos foram interpretados por Marisa Prado (a professora sequestrada por Galdino) e por Vanja Orico, que vivia a companheira de Galdino.
O filme era bastante influenciado pelos filmes de faroeste.
Seus filmes de maior sucesso, além de O Cangaceiro foram Arara Vermelha, A Morte Comanda o Cangaço, O Cabeleira, Lampião, o Rei do Cangaço, O Diabo de Vila Velha, Corisco, o Diabo Loiro e Meu Nome É Lampião.
Morreu de ataque cardíaco.

## Histórias em Quadrinhos
Inspirado no filme de Lima Barreto, o quadrinista Gedeone Malagola transformou Milton Ribeiro em personagem de histórias em quadrinhos (algo muito semelhante ao que acontecia com os atores americanos de filme de faroeste) publicadas pela Editora Júpiter (fundada pelo próprio Gedeone), surge então Milton Ribeiro, O Cangaceiro, diferente do personagem do filme de 1953, Milton era o herói.